# Castello di Arolsen
Il castello di Arolsen (tedesco: Residenzschloss Arolsen) è un castello in stile barocco a Bad Arolsen nello stato federale d'Assia in Germania. Funse da casa di famiglia dei Waldeck e Pyrmont. Fu il luogo di nascita della regina consorte Emma dei Paesi Bassi.

## Storia
Costruito al principio del XVIII secolo, l'edificio principale del castello fu completato nel 1728, gli arredi, le attrezzature, mobili, rimasero per diversi decenni fino a quando il castello fu finalmente consegnato al suo uso.
Costruita nel 1840, la "Fürstlich Waldecksche Hofbibliothek" oggi contiene quasi tutta la letteratura del XVIII secolo nei campi importanti della conoscenza. La collezione si concentra sulla geografia universale, la storia, la letteratura, e militaria.
Il castello è attualmente un museo ed è ancora abitato dalla famiglia Waldeck e Pyrmont.